# Максименко, Владимир Дмитриевич
Влади́мир Дми́триевич Максиме́нко (1909—1991) — советский рабочий, инженер, организатор промышленности, директор Горьковского машиностроительного завода, Герой Социалистического Труда.

## Биография
Родился 24 (11) марта 1909 года в городе Валуйки Воронежской губернии (сейчас — Белгородская область). Член ВКП(б)/КПСС с 1930 года.
С 1927 года работал на заводе «Красное Сормово» в Нижнем Новгороде (Горький): ученик слесаря, слесарь, мастер, старший мастер.
В 1936 году окончил Горьковский индустриальный институт (без отрыва от производства) по специальности «инженер-механик-технолог».
С 1936 г. технолог, начальник технического бюро, заместитель начальника и начальник цеха, заместитель главного технолога, заместитель главного инженера, главный технолог, в 1947—1951 главный инженер, с 1951 по 1974 год директор Горьковского машиностроительного завода (бывший завод № 92 наркомата обороны).
Умер 24 декабря 1991 года, похоронен на Бугровском кладбище (14 участок).

### Награды и премии
Сталинская премия (21.01.1946) — за коренное усовершенствование технологии и организацию высокопроизводительного поточного метода производства пушек, обеспечившие значительное увеличение их выпуска при снижении расхода металла и уменьшении потребности в рабочей силе.
Сталинская премия (06.12.1951) — за успешную организацию производства диффузионных машин.
Герой Социалистического Труда (Указ от 26 апреля 1971 года) — за выдающиеся заслуги в выполнении пятилетнего плана 1966—1970 годов и создание новой техники.
Награждён тремя орденами Ленина (06.6.1945, 28.4.1963, 26.4.1971), тремя орденами Трудового Красного Знамени (11.01.1941, 23.7.1959, 28.7.1966), орденами Красной Звезды (05.01.1944) и «Знак Почёта» (03.6.1942), медалями.